# St James's Park
Ne doit pas être confondu avec St James' Park.
Pour la station de métro, voir St. James's Park (métro de Londres).
Pour les articles homonymes, voir Saint James et James.
St James's Park est le plus ancien des huit parcs royaux de Londres. Situé dans le quartier de la cité de Westminster et d'une superficie de 23 hectares, il est délimité au nord par The Mall, à l'est par le Horse Guards, au sud par le Birdcage Walk et à l'ouest par le Buckingham Palace Road.

## Description
St James’s Park et le quartier environnant sont authentiques et dégagent une atmosphère sereine et élégante. André Le Nôtre a prêté son concours à l’élaboration du parc. Le palais St. James au nord, normalement, le palais de Buckingham à l'ouest, Wellington Barracks au sud, ainsi que Downing Street, Horse Guards Parade ainsi que les Cabinet War Rooms – d'où Winston Churchill a dirigé les opérations pendant la guerre – à l'est, sont à proximité immédiate de ce parc qui s'étend sur 23 hectares.
St James's Park possède un petit lac doté de deux îles, la Duck Island (« l’île aux canards »), qui sert de réserve de palmipèdes, et la West Island. Le pont qui l'enjambe est dans l'axe entre le Foreign Office et le palais de Buckingham et permet d'observer l'alignement d'arbres et de fontaines entre ces deux bâtiments. 
Le parc fait partie d'une suite presque continue d'espaces naturels qui, en direction de l'ouest, comprend Green Park, Hyde Park et Kensington Gardens. Les stations de métro les plus proches sont St James's Park, Victoria et Westminster.
Le mémorial de la bataille d'Ypres (Première Guerre mondiale), situé à Horse Guards Parade se trouve à l'entrée de St. James's Park.

"
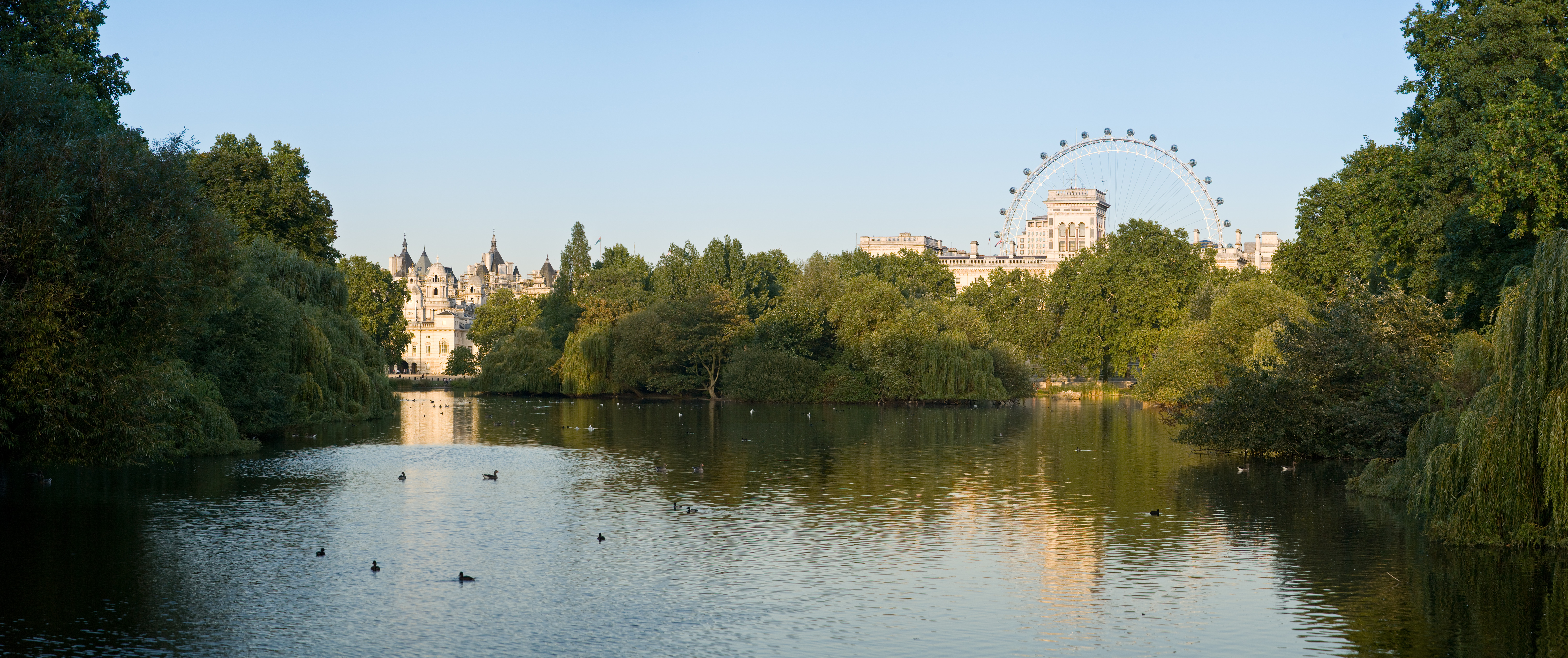
Vue sur le lac de St James's Park
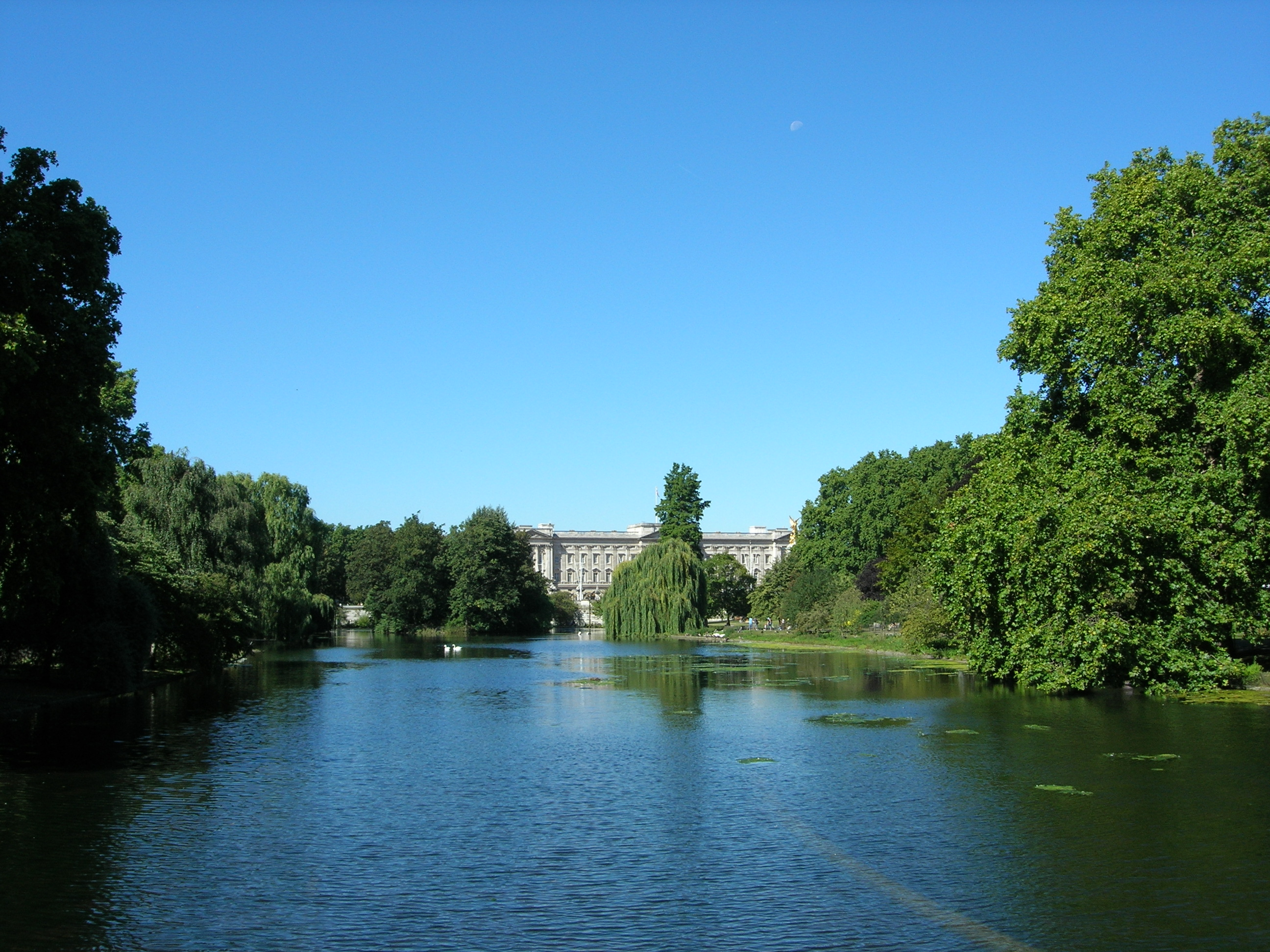
Vue sur le palais de Buckingham
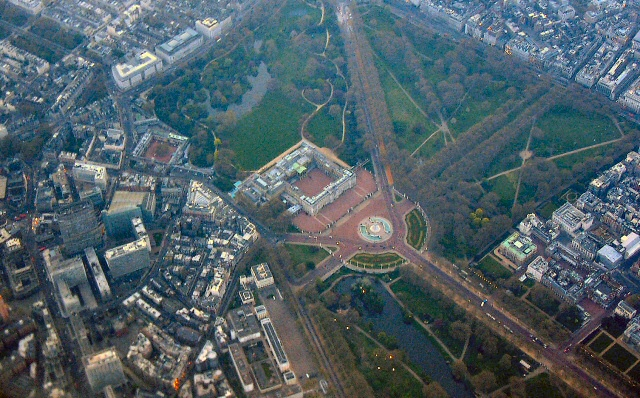
Vue aérienne du palais de Buckingham. En bas à droite, St James's Park
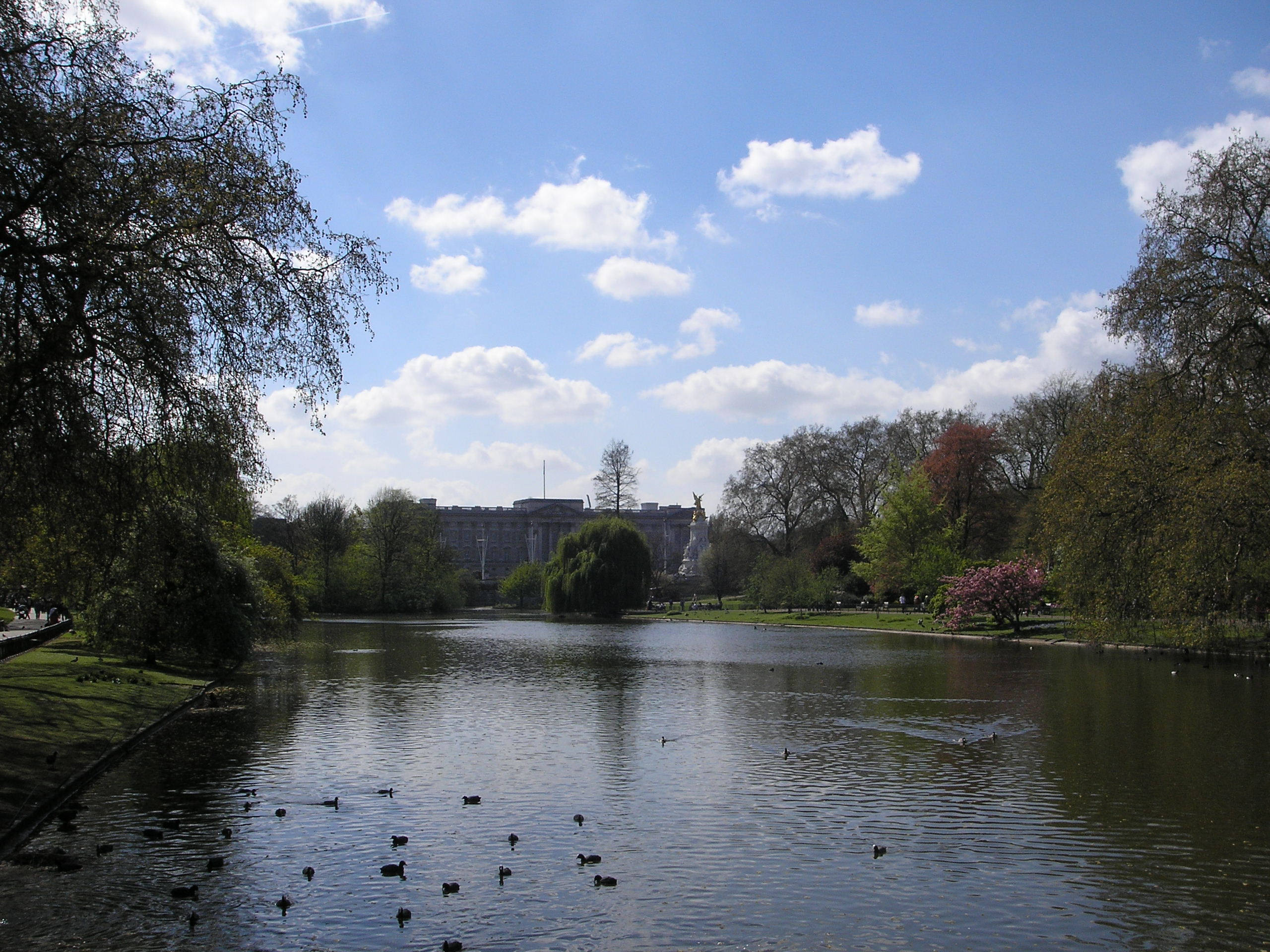
Vue sur le palais de Buckingham, St James's Park
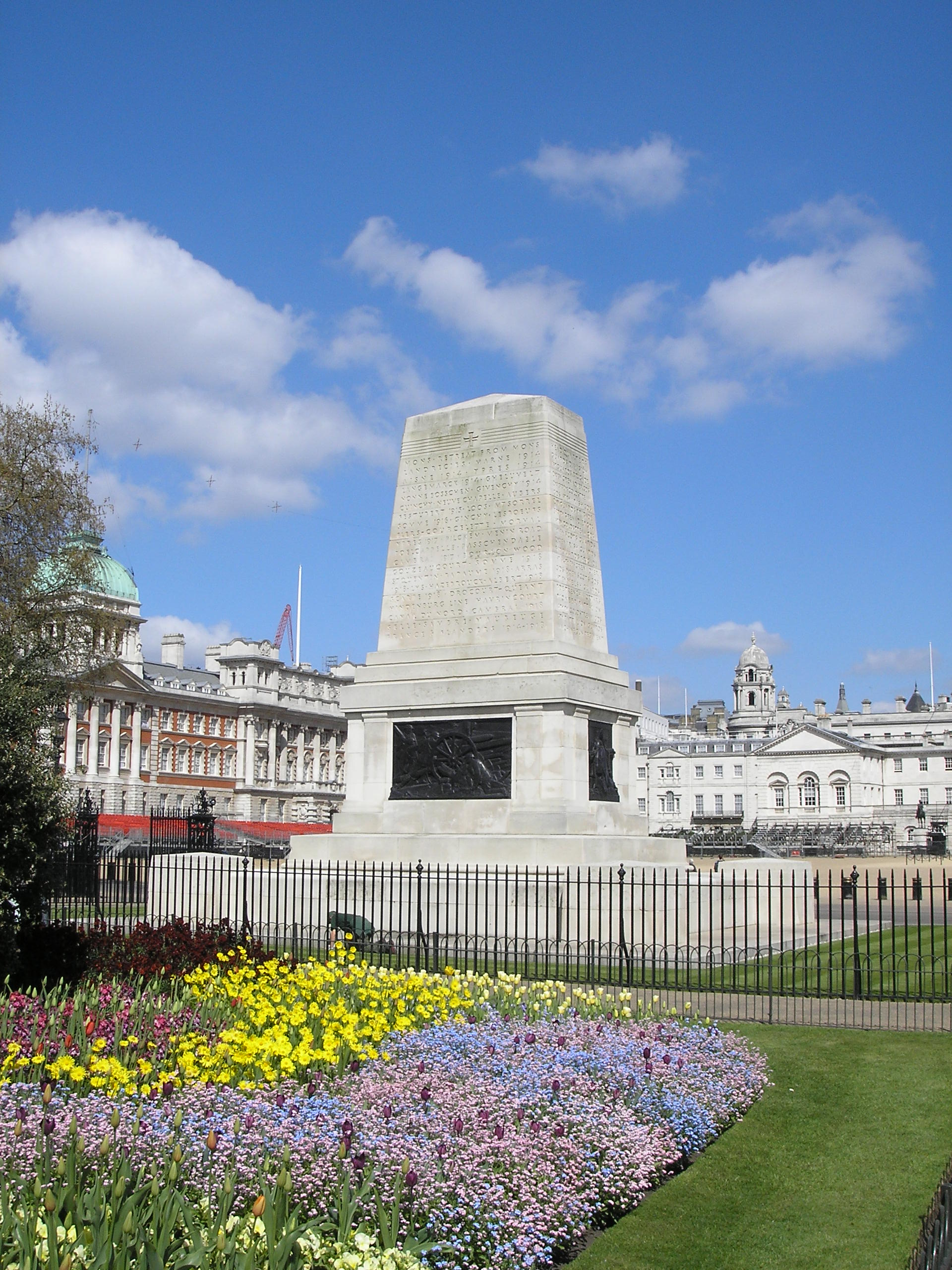
Mémorial de la bataille d'Ypres
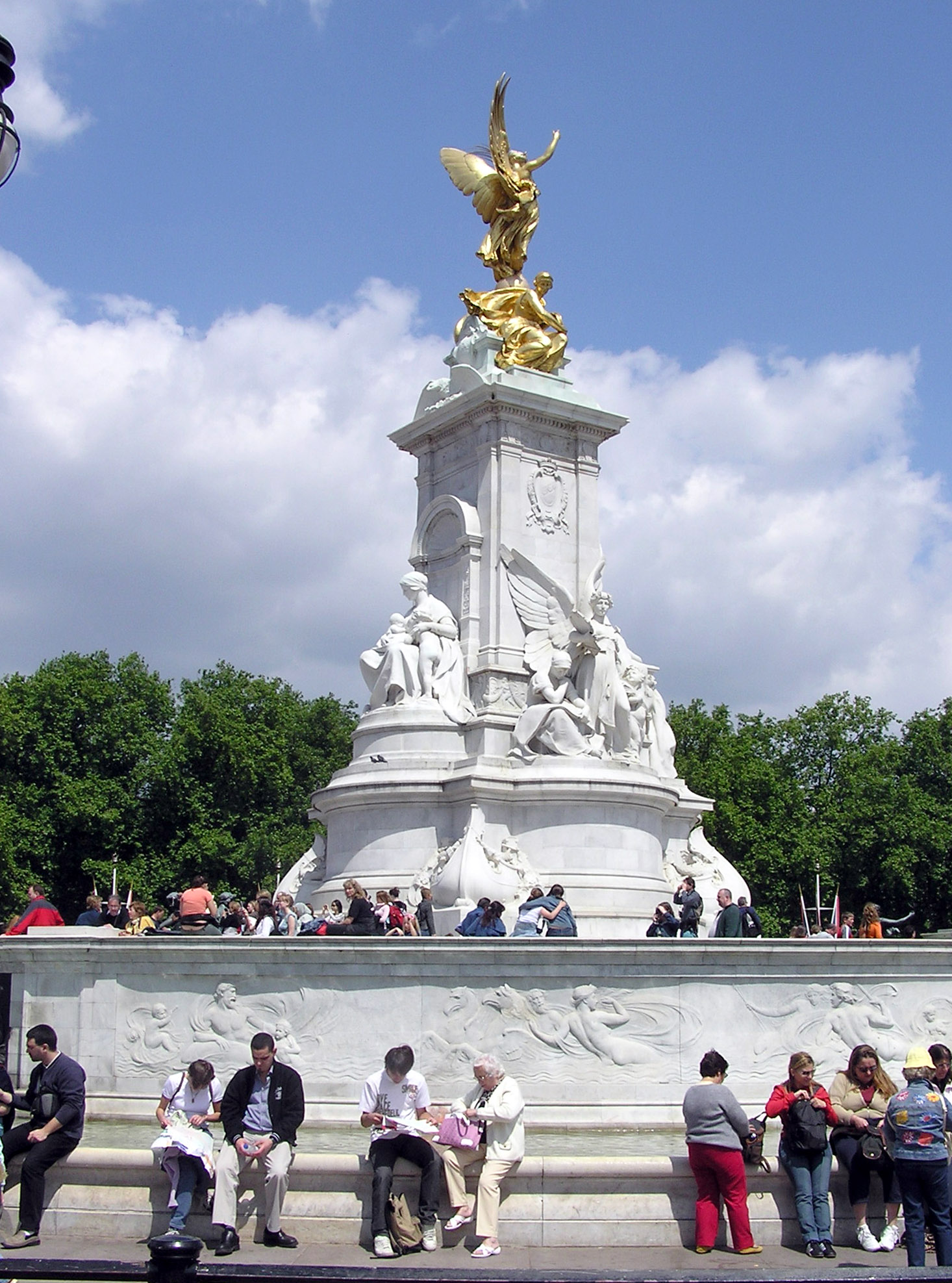
Victoria Memorial

## Son histoire

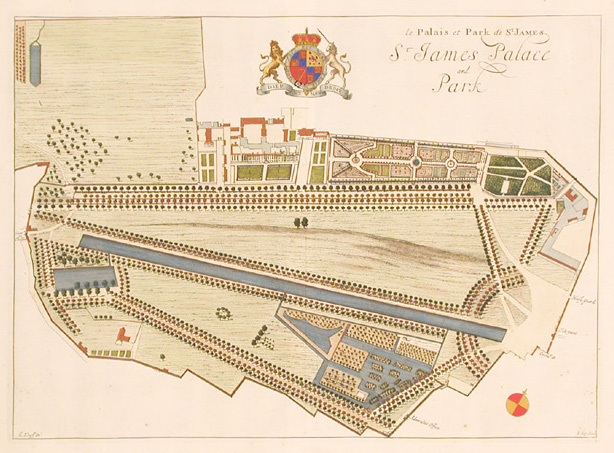
Plan de St James's Park, début XVIIIe siècle, signé Jan Kip.

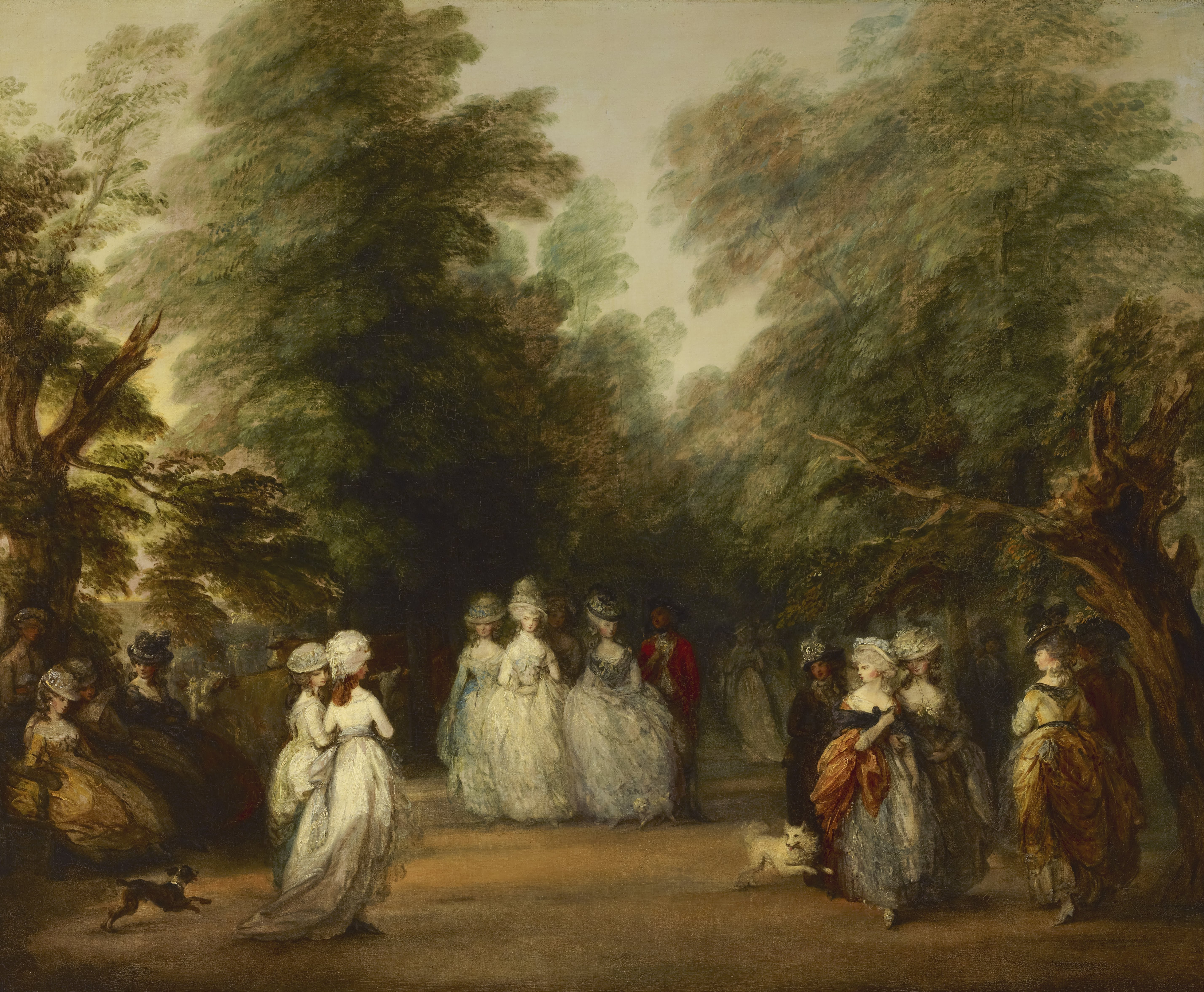
L'Allée à St James's Park, v. 1783
par Thomas Gainsborough
Frick Collection, New York

En 1532, Henri VIII acheta au Collège d'Eton, qui en était jusqu'alors le propriétaire, une zone marécageuse, souvent inondée par un cours d'eau, le Tyburn. Cet espace, qui se situait à l'ouest de York Palace (récemment acquis par Henri VIII du cardinal Thomas Wolsey), fut acheté afin de transformer cette résidence en un palais digne d'un roi, devenant alors le palais de Whitehall. À l'accession au trône de Jacques Ier en 1603, ce dernier ordonna le drainage et l'aménagement du parc et y fit installer de nombreux animaux exotiques, notamment des chameaux, des crocodiles et un éléphant, ainsi qu'une volière d'oiseaux exotiques.
Pendant l'exil en France de Charles II durant le Commonwealth (dictature d'Oliver Cromwell), le jeune roi fut impressionné par les jardins des palais royaux français et fit redessiner le parc, notamment par le jardinier français André Mollet, dans un style plus conventionnel ; il fit transformer plusieurs étangs en un plan d'eau de près de 800 mètres de long sur une quarantaine de mètres de large (voir dessin ci-contre), connu sous le nom de «Canal». Charles II, qui utilisait aussi le parc pour divertir ses invités et ses maîtresses (comme Nell Gwyn), fit ouvrir l'endroit au public. Le parc était alors réputé comme un lieu de débauche, décrit par John Wilmot dans l'un de ses poèmes A Ramble in St. James's Park (litt. Promenade à St James's Park).
De nombreux changements ont eu lieu au XVIIIe siècle, notamment l'assèchement d'une partie du canal pour la Horse Guards Parade et, en 1761, l'acquisition par la famille royale de Buckingham House (devenu plus tard le palais de Buckingham). La longue avenue bordée d’arbres appelée The Mall, qui se trouve au sud du palais de Saint-James, était un lieu à la mode pour se promener au XVIIIe siècle.
Entre 1826 et 1827, d'autres réaménagements furent commandités par le roi George IV auprès de l'architecte et paysagiste John Nash : transformation du «Canal» en un gracieux lac et modification du tracé des avenues rectilignes en chemins sinueux, plus romantiques. À la même époque, Buckingham House fut agrandi pour créer l'actuel palais et une arche de marbre fut construite à son entrée. Alors que The Mall était transformé en cette grande avenue officielle connue aujourd'hui (même si elle ne fut ouverte à la circulation qu'en 1887), Marble Arch fut déplacée en 1851 au lieu où on la trouve de nos jours, c'est-à-dire au carrefour entre Oxford Street and Park Lane, et fut remplacée par le Victoria Memorial entre 1906 et 1924.
Durant la Première Guerre mondiale, on assécha le lac, afin qu'il ne devienne pas un repère facile pour les Zeppelins allemands susceptibles d'attaquer Buckingham.